# CV-3850
La CV-3850 es una carretera local que une las poblaciones de Cheste y Chiva. Este tramo se trata en realidad de la carretera   C-3322  ahora en desuso y que ha sido asumida por la diputación de Valencia. Su recorrido se inicia en el punto en el que la   CV-50  varió su trazado respecto a la antigua comarcal y finaliza como acceso a la población de Chiva.
- Datos: Q5737625